# فارمینگتن (آیووا)
فارمینگتن (به انگلیسی: Farmington) شهری در ایالت آیووا کشور ایالات متحده آمریکا است که جمعیت آن در سرشماری سال ۲۰۱۰ میلادی، ۶۶۴ نفر بوده‌است.